# ニュー・ライフ
ニュー・ライフ (原題：Speak & Spell)はイギリスのシンセポップバンド、デペッシュ・モードのデビューアルバム。1981年10月29日発売。全英最高10位を記録。

## 概要
デペッシュ・モードのオリジナルメンバーにしてソングライティングの中心人物だったヴィンス・クラークが参加した唯一のアルバム。脱退後にヤズーに参加するまではバンドの大半の曲を書き上げた。ヴィンス脱退後はマーティン・ゴアがソングライターとしてバンドを牽引していくが、このアルバムではその後のバンドイメージとは違った明るくポップなトーンのシンセポップを展開した。
アルバムタイトル（原題）の『Speak & Spell』は、過去にテキサス・インスツルメンツ社が製造した子供用玩具Speak & Spellから採られた。
アンディ・フレッチャーとマーティン・ゴアの2人は、2005年に行われたインタビューにて本作収録曲「What's Your Name?」はデペッシュ・モードで最も気に入っていない曲だと発言した。

## 収録曲
特筆ない限り全曲ヴィンス・クラークによる作詞作曲
1. ニュー・ライフ / New Life - 3:43
2. アイ・サムタイムス・ウィッシュ・アイ・ワズ・デッド / I Sometimes Wish I Was Dead - 2:16
3. パペッツ / Puppets - 3:55
4. ボーイズ・セイ・ゴー！ / Boys Say Go! - 3:03
5. ノーディスコ / Nodisco - 4:11
6. ホワッツ・ユア・ネーム？ / What's Your Name? - 2:41
7. フォトグラフィック / Photographic - 4:44
8. トラ！トラ！トラ！ / Tora! Tora! Tora! (マーティン・ゴア) - 4:34
9. ビッグ・マフ / Big Muff (マーティン・ゴア) - 4:20
10. エニー・セカンド・ナウ / Any Second Now (Voices) - 2:35
11. ジャスト・キャント・ゲット・イナフ / Just Can't Get Enough - 3:40

### 1988年リイシュー版ボーナス・トラック
1. ドリーミング・オブ・ミー / Dreaming of Me - 4:03
2. アイス・マシーン / Ice Machine - 4:05
3. シャウト / Shout - 3:46
4. エニー・セカンド・ナウ / Any Second Now - 3:08
5. ジャスト・キャント・ゲット・イナフ (スキゾ・ミックス) / Just Can't Get Enough (Schizo Mix) - 6:41

### 2006年リイシュー版
1. ニュー・ライフ / New Life - 3:46
2. アイ・サムタイムス・ウィッシュ・アイ・ワズ・デッド / I Sometimes Wish I Was Dead - 2:18
3. パペッツ / Puppets - 3:58
4. ボーイズ・セイ・ゴー！ / Boys Say Go! - 3:07
5. ノーディスコ / Nodisco - 4:15
6. ホワッツ・ユア・ネーム？ / What's Your Name? - 2:45
7. フォトグラフィック / Photographic - 4:44
8. トラ！トラ！トラ！ / Tora! Tora! Tora! (マーティン・ゴア) - 4:37
9. ビッグ・マフ / Big Muff (マーティン・ゴア) - 4:24
10. エニー・セカンド・ナウ / Any Second Now (Voices) - 2:35
11. ジャスト・キャント・ゲット・イナフ / Just Can't Get Enough - 3:44
12. ドリーミング・オブ・ミー / Dreaming of Me - 4:03

## 参加ミュージシャン
- デイヴ・ガーン - ボーカル
- マーティン・ゴア - キーボード、コーラス
- アンディ・フレッチャー - キーボード、コーラス
- ヴィンス・クラーク - キーボード、プログラミング、コーラス

## チャート
| チャート（1981年）               | 最高順位 |
| -------------------------------- | -------- |
| イギリス（全英アルバムチャート） | 10       |